# American Association on Intellectual and Developmental Disabilities
De American Association on Intellectual and Developmental Disabilities (AAIDD) is een Amerikaanse vereniging zonder winstoogmerk die mensen met mentale retardatie helpt. AAIDD heeft leden in de Verenigde Staten en in 55 andere landen.
AAIDD werd opgericht in 1876 en is daardoor de oudste en grootste interdisciplinaire met deskundigen die bezorgd zijn over mentale retardatie en gerelateerde onbekwaamheden. De eerste ontmoeting van de "Association of Medical Officers of American Institutions for Idiotic and Feebleminded Persons" werd op de  Elwyn Training School in Elwyn gehouden. De organisatie veranderde later zijn naam naar "American Association on Mental Deficiency" en daarna naar "American Association on Mental Retardation". In juni 2006 werd door de leden van de organisatie besloten om de naam te vanderen naar de huidige.